# 距萼景天
距萼景天（学名：Sedum nothodugueyi）是景天科景天属的植物，是中国的特有植物。分布在中国大陆的四川等地，生长于海拔2,250米的地区，一般生长在岩石上，目前尚未由人工引种栽培。